# Monster (альбом R.E.M.)
Monster — дев'ятий студійний альбом американського альтернативного рок-гурту R.E.M., виданий 1994 року на лейблі Warner Bros.. Спродюсована самими музикантами та Скоттом Літтом, платівка була навмисно задуманим стилістичним переходом від попередніх платівок гурту — Out of Time (1991) і Automatic for the People (1992), до гучного, спотвореного гітарного звуку та простих аранжувань пісень. Тексти Майкла Стайпа зачіпали тему природи рок-знаменитості, він створював їх, використовуючи різні метафори. На чолі з синглом «What's the Frequency, Kenneth?», альбом дебютував на першій позиції чарту Billboard 200. На підтримку платівки гурт організував концертний тур, перший з 1989 року.

## Список композицій
Всі пісні написані Біллом Беррі, Пітером Баком, Майком Міллзом та Майклом Стайпом.
Перша сторона — «Головна частина»
1. «What's the Frequency, Kenneth?» — 4:00
2. «Crush with Eyeliner» — 4:39
3. «King of Comedy» — 3:40
4. «I Don't Sleep, I Dream» — 3:27
5. «Star 69» — 3:07
6. «Strange Currencies» — 3:52

Друга сторона — «Хвостова частина»
1. «Tongue» — 4:13
2. «Bang and Blame» — 5:30
3. «I Took Your Name» — 4:02
4. «Let Me In» — 3:28
5. «Circus Envy» — 4:15
6. «You» — 4:54

## Учасники запису
R.E.M.
- Білл Беррі — ударні, перкусія, бас-гітара, бек-вокал
- Пітер Бак — гітара, орган
- Майк Міллз — бас-гітара, фортепіано, орган, гітара, бек-вокал
- Майкл Стайп — вокал

Додаткові музиканти
- Саллі Дворський — бек-вокал на «King of Comedy» і «Bang and Blame»
- Рейн Фенікс — бек-вокал на «Bang and Blame»
- Терстон Мур — вокал та гітара на «Crush with Eyeliner»

Технічний персонал
- Девід Колвін — помічник звукоінженера (Crossover)
- Джефф Деморріс — помічник звукоінженера (Ocean Way)
- Марк Грабер — помічник звукоінженера (Criteria)
- Марк Говард — звукоінженер (Kingsway)
- Віктор Джанакуа — помічник звукоінженера (Ocean Way)
- Скотт Літт — продюсування
- Стівен Меркассен — мастеринг (перкусія)
- Пет Маккарті — звукоінженер
- Марк «Мікровейв» Мітровіц — технічний асистент
- R.E.M. — продюсування

## Позиції в чартах
| Чарт (1994)                  | Позиція |
| ---------------------------- | ------- |
| Australian ARIA Albums Chart | 2       |
| Austrian Albums Chart        | 1       |
| Canadian RPM100              | 1       |
| Dutch Albums Chart           | 1       |
| French SNEP Albums Chart     | 11      |
| German Albums Chart          | 2       |
| Italian Albums Chart         | 6       |
| Japanese Albums Chart        | 19      |
| New Zealand Albums Chart     | 1       |
| Norwegian Albums Chart       | 2       |
| Swedish Albums Chart         | 1       |
| Swiss Albums Chart           | 1       |
| UK Albums Chart              | 1       |
| Billboard 200                | 1       |

| Чарт (1994)             | Позиція |
| ----------------------- | ------- |
| Australian Albums Chart | 46      |
| Austrian Albums Chart   | 34      |
| Canadian Albums Chart   | 23      |
| Italian Albums Chart    | 38      |
| Swiss Albums Chart      | 39      |
| UK Albums Chart         | 6       |
| Billboard 200           | 67      |
| Чарт (1995)             | Позиція |
| Canadian Albums Chart   | 40      |
| UK Albums Chart         | 47      |
| Billboard 200           | 36      |